# Adrienne Johnson
Adrienne Johnson is een personage uit de soapserie Days of our Lives. De rol werd van 1986 tot 1991 gespeeld door Judi Evans en opnieuw van 2007 tot 2008. Opmerkelijk was dat Evans van 2003 tot begin 2007 ook de rol van Bonnie Lockhart in de serie speelde en amper een maand na haar vertrek keerde ze terug in de rol van Adrienne. Evans kreeg een Emmy Award-nominatie in 2008 voor beste vrouwelijke bijrol in een dramaserie voor haar rol in Days.

## Personagebeschrijving

### 1986-1991
Adrienne Johnson kwam naar Salem in 1986 toen ze op de vlucht was voor haar vader Duke. Ze ontmoette Kayla Brady en haar vriend Steve. Bepaalde dingen die Adrienne bezat kwamen Steve bekend voor en zij kwam al snel tot de conclusie dat Steve haar broer was. Adrienne zei aan Steve dat ze zijn zuster was en dat haar moeder Jo Steve en hun ander broertje Billy, die later Jack Deveraux bleek te zijn, naar een weeshuis had gebracht om hen te beschermen tegen hun vader. Duke Johnson kwam
naar Salem op zoek naar Adrienne. Hij sloeg en verkrachtte haar. Dit zou zijn laatste fout zijn omdat Adrienne een pistool bemachtigde en haar vader dood schoot. De getraumatiseerde Adrienne verdrong dit incident en Steve nam de verantwoordelijkheid op voor de moord. Steve werd ter dood veroordeeld en Adrienne kreeg haar geheugen pas terug op de dag van de voltrekking en ze bekende de moord. De jury besliste dat het zelfverdediging was en ze werd vrijgesproken.
Later dat jaar leerde Adrienne Justin Kiriakis kennen, die zich voordeed als een bouwvakker zodat Adrienne met hem zou uitgaan. Nadat ze ontdekte dat hij gelogen had was ze woedend, maar intussen was ze al verliefd geworden op hem. In 1987 gingen ze op reis naar Griekenland en trouwden ze. Hun huwelijk was verre van perfect omdat Adrienne het moeilijk had met de illegale connecties van de familiezaak. Ze werd zwanger maar kreeg een miskraam door de stress. Justin besloot nu om zijn banden met de misdaad en zijn oom Victor te verbreken om zijn huwelijk te doen slagen. Toen Victor werd neergeschoten ging Justin in het Kiriakis-huis wonen om alles in de gaten te houden, maar Adrienne weigerde met hem mee te gaan.
Rond deze tijd begon Adrienne een verhouding met de stalknecht Emilio Ramirez. Toen Justin dit ontdekte plande hij een accident voor Emilio waar hij bij zou omkomen. Justin trapte echter in zijn eigen val en werd verlamd. Door het ongeval verzoenden Adrienne en Justin zich. Na een tijdje kon Justin opnieuw lopen, maar bleef wel impotent. Na een tijdje ontdekten ze dat Alexander, de jongste zoon van Anjelica Deveraux een kind was van Justin, maar het huwelijk overleefde dat. Uiteindelijk bleek dat Victor Justin medicatie toediende waardoor hij impotent werd. Hierdoor vertrokken Justin en Adrienne uit het Kiriakis-huis. Om Victor terug te betalen huurde Justin de prostitute Yvette DuPres in om Victor te verleiden en hem wijs te maken dat ze een welgestelde Barones was. Toen Victor dit ontdekte was hij woedend.
Anjelica trok bij Victor in en wilde met hem trouwen omdat ze wist dat Justin niet zou willen dat zijn zoon opgroeide onder het dak van Victor. Justin stopte het huwelijk en bracht Anjelica onder in een penthouse. Adrienne had schrik om Justin kwijt te raken en veinsde een zwangerschap op aanraden van Victor. Nadat Anjelica haar ontmaskerde besloten Adrienne en Justin te scheiden.
Adrienne en Justin werden concurrenten in de zakenwereld toen ze beiden bouwbedrijven oprichtten. Tijdens deze tijd spraken ze ook weer met elkaar af, wat Anjelica woedend maakte. Anjelica kocht een van de werkmannen van Adrienne om om een gebouw op te blazen. Ze was er zich van bewust dat ze ontdekt zou worden en besloot om te vluchten met Alexander in een vliegtuig. Het vliegtuig crashte en zij en Alexander werden dood gewaand, maar eigenlijk zaten ze op een andere vlucht.
Adrienne en Justin groeiden hierdoor weer naar elkaar toe waardoor Victor zijn neef de rug toekeerde. Justin en Adrienne hertrouwden op 1 juni 1990 en gingen naar Tahiti voor hun huwelijksreis waar ze Carly Manning ontmoetten. Ze zorgde meteen voor problemen. Adrienne werd ontvoerd omdat mensen dachten dat ze Carly was. Toen ze bevrijd werd overtuigden Justin en Adrienne haar om mee naar Salem te komen. Na hun terugkeer namen ze Anjelica’s voormalige nanny voor Alexander, J.J. Bagwood aan.
Adrienne en Justin hadden problemen om kinderen krijgen en toen J.J. zwanger was van een tweeling besloot ze deze af te staan voor adoptie aan Adrienne en Justin. Nadat de tweeling werd geboren op 9 september 1990 dook de biologische vader, Stanley, op die zijn kinderen opeiste. J.J. begon zelf ook te twijfelen of ze de kinderen wel zou afstaan maar zij en Stanley beslisten uiteindelijk dat Justin en Adrienne de kinderen een beter leven konden geven. J.J. besloot Salem te verlaten. Korte tijd daarna werd Adrienne zwanger. Justin verzoende zich met zijn oom Victor en Johnnie Corelli hielp Justin Alexander terug te vinden. Hierna verhuisden Justin en Adrienne naar Texas waar later hun zoon Jackson geboren werd.

### 2007-2008
In 2003 werd haar broer Jack Deveraux het tweede slachtoffer van de seriemoordenaar die Salem de volgende maanden zou teisteren. Adrienne kwam niet naar de begrafenis maar belde wel naar Jacks weduwe Jennifer Horton. In 2004 werd duidelijk dat Jack nog leefde.
Op 1 mei 2007 keerde ze terug naar Salem op vraag van Kayla om haar broer Steve te helpen, die gehersenspoeld werd door de DiMera’s. Kort daarna volgden Justin en de kinderen ,maar zij werden nooit op het scherm getoond. Adrienne kocht de bar The Cheatin' Heart. Adrienne werd de vertrouwelinge van haar nichtje Stephanie. In januari 2008 kreeg Justin een aanbod om in Dubai (V.A.E.) te gaan werken en de hele familie verhuisde. Ze bleef wel in contact met haar familie en Max Brady aan wie ze de opdracht gegeven had om haar bar in de gaten te houden.